# راتس‌آلماش
راتس‌آلماش (به مجاری:  Rácalmás) یک منطقهٔ مسکونی در مجارستان است که در ناحیه دونااوی‌واروش واقع شده‌است. راتس‌آلماش ۴۰٫۶۵ کیلومتر مربع مساحت و ۴٬۴۷۰ نفر جمعیت دارد.